# Tintin Sélection
Tintin Sélection ist eine zwischen 1968 und 1978 erschienene Spezialausgabe des Comicmagazins Tintin im Taschenbuchformat.

## Hintergrund
Das Comicmagazin Tintin als Taschenbuch im Sinne eines Almanachs herauszugeben, wurde 1955 erstmals unter dem Titel Sélection Tintin 1955 erprobt. Erst 13 Jahre später wurde daraus eine eigenständige Publikation. Damit gab man den Textern und Zeichnern die Möglichkeit, ihre Comics in Form von Kurzgeschichten zu veröffentlichen. Später folgten auch illustrierte Erzählungen und längere Geschichten. Redaktionelle Beiträge und Spiele rundeten die jeweiligen Ausgaben ab.
Von November 1968 und bis Februar 1978 wurden vierteljährlich insgesamt 38 Ausgaben veröffentlicht. Das Taschenbuchformat betrug 12 cm × 19 cm. Die ersten 20 Ausgaben kamen als Tintin Sélection heraus. Dann folgten 17 Ausgaben unter dem neuen NamenTintin Pocket Sélection. Der Seitenumfang betrug von 1968 bis 1969 260 Seiten, sank 1970 auf 196 Seiten und wurde 1974 auf 164 Seiten gekürzt.  

## Ausgaben
- 1955: Nummer 0
- 1968: Nummer 1
- 1969: Nummer 2–5
- 1970: Nummer 6–9
- 1971: Nummer 10–13
- 1972: Nummer 14–17
- 1973: Nummer 18–21
- 1974: Nummer 22–25
- 1975: Nummer 26–29
- 1976: Nummer 30–33
- 1977: Nummer 34–37
- 1978: Nummer 38

## Serien

### Kurzgeschichten
- Stups und Steppke (0)
- Pom und Teddy (0–1, 5)
- Monsieur Tric (0, 2, 5)
- Fleurdelys (1)
- Pancho Bomba (1)
- Strapontin (1)
- Zig et Puce (1)
- Dan Cooper (1–6, 8–9, 11–13)
- Taka Takata (1–6, 8, 10, 12, 16–17, 35, 38)
- Rick Master (1–5, 7, 9, 12, 19–20, 35–36, 38)
- Cubitus (1–4, 7, 9–10, 13, 16–17, 23–25, 33–35, 37–38)
- Sven Janssen (1–4, 8, 13, 19, 22, 24–26)
- Indésirable Désiré (1–3, 5, 14)
- Prudence Petitpas (1, 3)
- Mausi und Paul (1, 3–7, 9, 23, 38)
- Michel Vaillant (1, 4–6, 8, 11, 14–16, 18–19)
- Spaghetti (1, 37)
- Howard Flynn (2)
- Petit Biniou (2–3)
- Anatol (2–4, 6, 15, 18)
- Roland, Ritter Ungestüm (2–3, 7–8, 10–11, 14, 17, 22–23)
- Capitan (2, 4, 10, 12)
- Martin Milan (2, 7)
- Jari (2, 9, 11, 13–14)
- Max l’explorateur (2, 10–11, 20–21, 26)
- Doc Silver (3)
- Vincent Larcher (3, 12)
- Coq VI le coq (4)
- Robin Ausdemwald (4, 7, 10, 12, 16–18, 20–22, 24–26, 28, 30–31, 33–34, 37–38)
- Andy Morgan (4, 18, 35)
- Mr Magellan (5–6, 8–10, 12–13, 17–21, 23–24, 26–27, 29, 32, 34, 36, 38)
- Wilbur et Mimosa (5, 8–9, 11)
- Tunga (5, 13–14, 18, 20, 25–26, 36)
- Luc Orient (6)
- Ringo (6–7, 38)
- Lahuri (6, 11)
- Bob Binn (6, 28–30, 34)
- Chroniques de l’heureux Zélu (7, 9)
- Frères Bross (7, 10, 20, 23)
- Yorik (10, 13, 16)
- Elodie d’Avray (11)
- Scampi (11–12)
- Benjamin (11–12, 14–16, 18, 21–22, 24–26, 29, 32, 35–37)
- Ephémère et Radubol (11, 13)
- Prosper (12–14, 17–27, 29–34, 36–37)
- Amik (13)
- Rififi (14–15, 17, 19, 22, 25, 28, 31, 33, 36–37)
- Korrigan (14–15, 20–21)
- Section R (15–17, 22–23, 25, 35)
- Comanche (15–16)
- Percy Pickwick (15, 17–18, 25, 35)
- Oliver & Columbine (15, 19)
- Buddy Longway (16)
- Arabelle (20)
- Michaël Logan (20–21)
- Tommy Banco (21, 27)
- Domino (24)
- Ivan Zourine (25)
- Barelli (26)
- Mycroft et Klaxon (26)
- Cro-Magnon (27–30)
- Cédric (26–27, 29–34, 36, 38)
- Chevalier Beloiseau (28–29)
- John Bricks (28, 30)
- Mandrin (30)
- Chroniques du griffon Noir (31)
- Bonus (31–32, 34)
- Beany le raton (33, 35–37)
- Jeremiah Jones (33, 36)
- Die Draufgänger (34, 37)
- Tom Applepie (37–38)
- Carol Détective (38)
- Clin d’oeil (38)

### Albenlangen Geschichte
- 1974: Rick Master (22–24)
- 1975: Michel Vaillant (27–29)
- 1976: Michel Vaillant (30–31)
- 1977: Ringo (34–37)

### Illustrierten Kurzromane
- 1970: Rick Master (6)
- 1972: Rick Master (15)
- 1972: Mr Magellan (16)
- 1972: Sven Janssen (17)
- 1973: Martin Milan (18)
- 1973: Yorik (19)
- 1973: Howard Flynn (20)
- 1973: Roland, Ritter Ungestüm (21)
- 1974: Tunga (22)
- 1974: Andy Morgan (23)
- 1974: Bruno Brazil (24–25)
- 1975: Les Panthères (26–27)
- 1975: Rick Master (28–29)
- 1976: Corentin (30)